# 금창운수
금창운수는 서울특별시 노원구 화랑로45길 127 (월계동)에 있는 서울특별시의 마을버스 회사이다.

## 역사
- 1998년 2월 6일: 중화마을버스로 설립.
- 2005년 11월 21일: 상호명이 중화마을버스에서 진아중화버스로 변경.
- 2018년 10월 17일: 상호명이 진아중화버스에서 금창운수로 변경과 동시에 본사를 서울특별시 노원구 화랑로45길 127 (월계동)으로 이전.

## 운행 노선
- ● 노원03번: 하계역 ~ 석계역 (구 노원마을 5번) <이 노선은 한마음교통과 공동 배차 운행한다.>
- ● 노원04번: 현대아파트 ~ 석계역 (구 노원마을 5-1번)
- ● 노원13번: 석계역 ~ 서울과기대
- ● 중랑01번: 동아약국 ~ 신이문역 (구 중랑마을 3번)

## 보유 차량
현대 스타리아와 현대 뉴 카운티와  현대 일렉시티 타운과 하이거 하이퍼스 1609, 현대 그린시티로 운행한다.